# くめじま (掃海艇)
くめじま（ローマ字：JS Kumejima, MSC-676、MCL-730）は、海上自衛隊の掃海艇。うわじま型掃海艇の5番艇。艇名は久米島に由来する。旧海軍日振型海防艦「久米」に次いで日本の艦艇としては2代目。

## 艦歴
「くめじま」は、平成4年度計画掃海艇376号艇として、日本鋼管鶴見製作所で1993年2月17日に起工され、1993年12月9日に進水、1994年12月12日に就役し、同日付で第1掃海隊群隷下に新編された第23掃海隊に「まきしま」とともに編入された。定係港は呉。
1997年3月19日、隊番号の改正により第23掃海隊が第3掃海隊に改称。
2000年3月13日、呉地方隊阪神基地隊第42掃海隊に編成替え。
2011年3月11日、発生した東日本大震災の災害派遣に参加。
2013年6月20日から6月29日、硫黄島周辺海域で平成25年度実機雷処分訓練に参加。
2014年5月16日、掃海管制艇に種別変更され、船籍番号がMCL-730に変更。所属も掃海隊群第101掃海隊に編成替えとなり、定係港が呉に転籍。

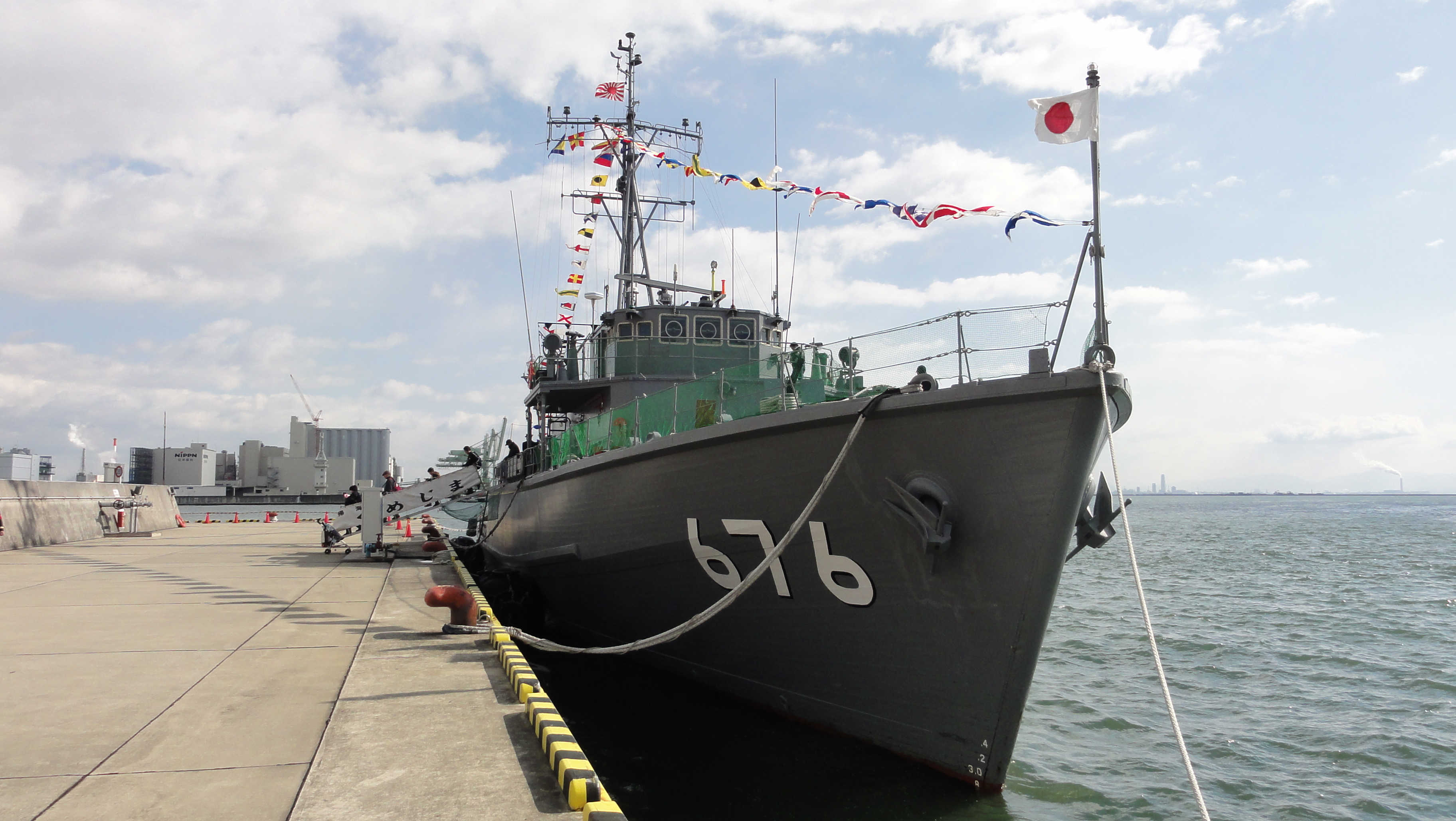
掃海艇時代の「くめじま」

2018年3月27日、除籍。